# Registro analógico
Um registro analógico é um processo de gravação do som baseado na conversão das ondas sonoras em um sinal elétrico. Primeiramente, o som é captado por um microfone, um aparelho transdutor que possui um pequeno diafragma semelhante ao tímpano humano em seu interior que vibra em resposta ao som e produz flutuações de voltagem correspondentes às frequências captadas do ambiente, convertendo as mudanças de pressão no ar em tensão elétrica produzindo o sinal analógico, que é então, gravado em fitas de rolo magnético.
Para reproduzir uma gravação sonora analógica, é necessário realizar o processo inverso ao do microfone, o alto falante precisa receber os sinais elétricos para transformá-los em energia acústica por meio da leitura dos padrões magnéticos da fita, responsáveis por fazer o cone do alto falante vibrar de forma a recriar a onda de som original contida nas fitas.
É importante mencionar que a gravação analógica também faz parte da gravação digital, pois o gravador digital apenas transforma o sinal analógico em uma série de números binários por meio de um conversor A/D ou ADC.

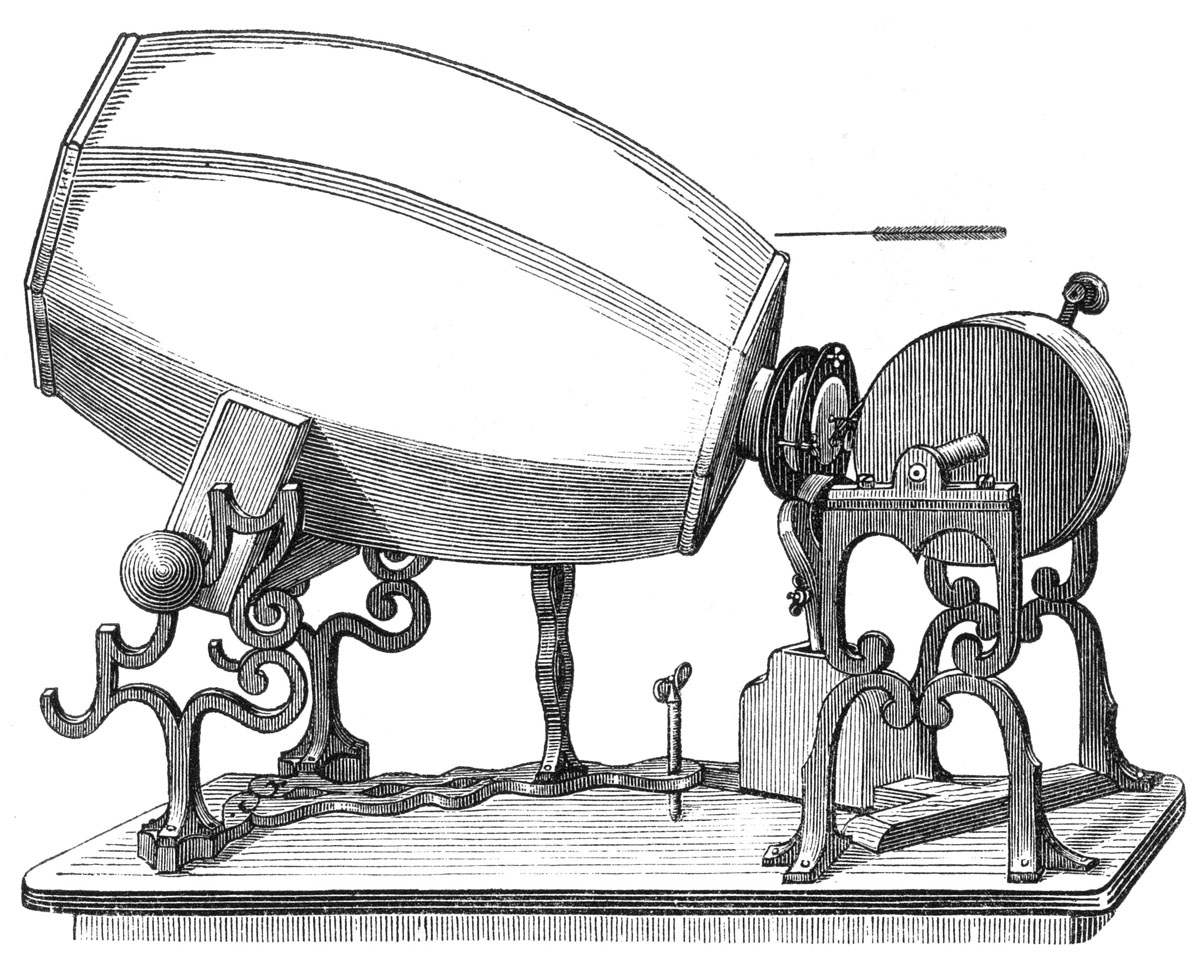
Fonautógrafo de 1859 de Édouard-Léon Scott de Martinville.

## Fonautógrafo
O Fonautógrafo é o primeiro dispositivo conhecido para gravar som, foi inventado em 1857 por Édouard-Léon Scott de Martinville. Era uma máquina capaz de transduzir vibrações e gravá-las em uma superfície especial sobre um cilindro giratório. Esse som era apenas escrito no cilindro mas não podia ser reproduzido.Somente em 2008, os cientistas conseguiram reproduzir uma gravação feita por um Fonautógrafo.

## Fonógrafo

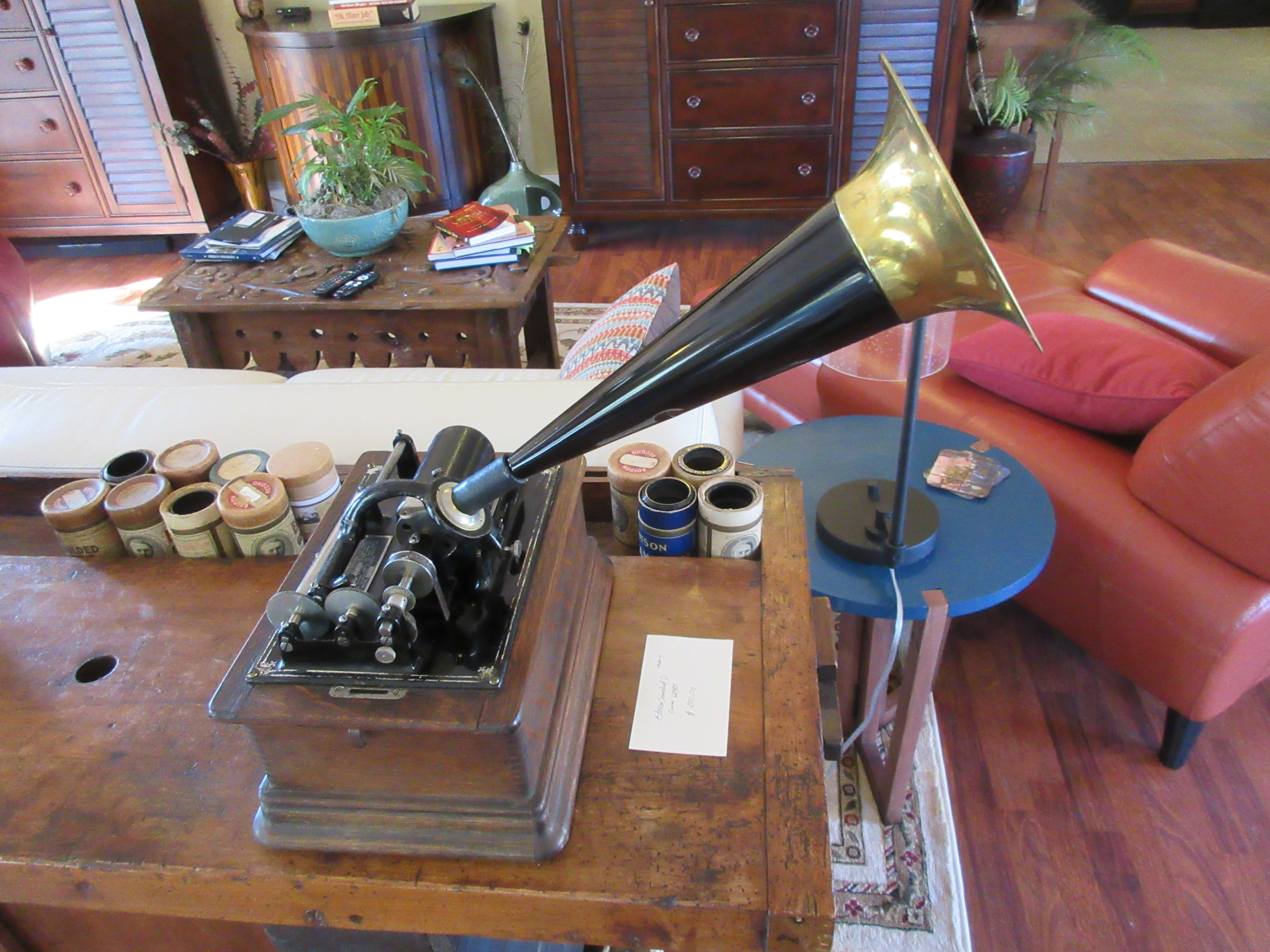
Fonógrafo de Thomas Edson com cilindros fonográficos ao fundo.

O fonógrafo foi inventado em 1877 por Thomas Edison. Foi o primeiro aparelho capaz de gravar e reproduzir sons através de um cilindro de couro coberto por uma folha de estanho montado sobre o eixo horizontal da máquina. Ela possuia uma manivela que posteriormente seria trocado por uma bateria e era acionado por uma agulha ligada a um diafragma capaz de riscar a superfície do estanho conforme a vibração provocada pelas ondas sonoras.

## Gramofone

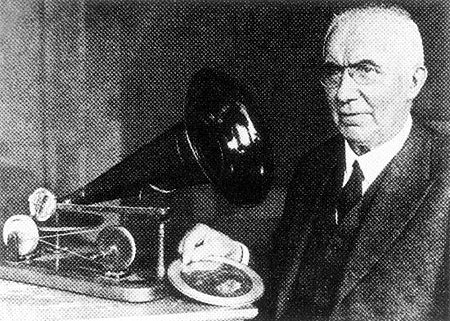
Emil Berliner ao lado de gramofone.

O gramofone foi criado por Emil Berliner em 1887. Funcionava de forma semlhante ao fonógrafo com uma unica diferença que o cilidro foi substituido por um disco que é gravado por meio de agulhas.

## Telegrafone

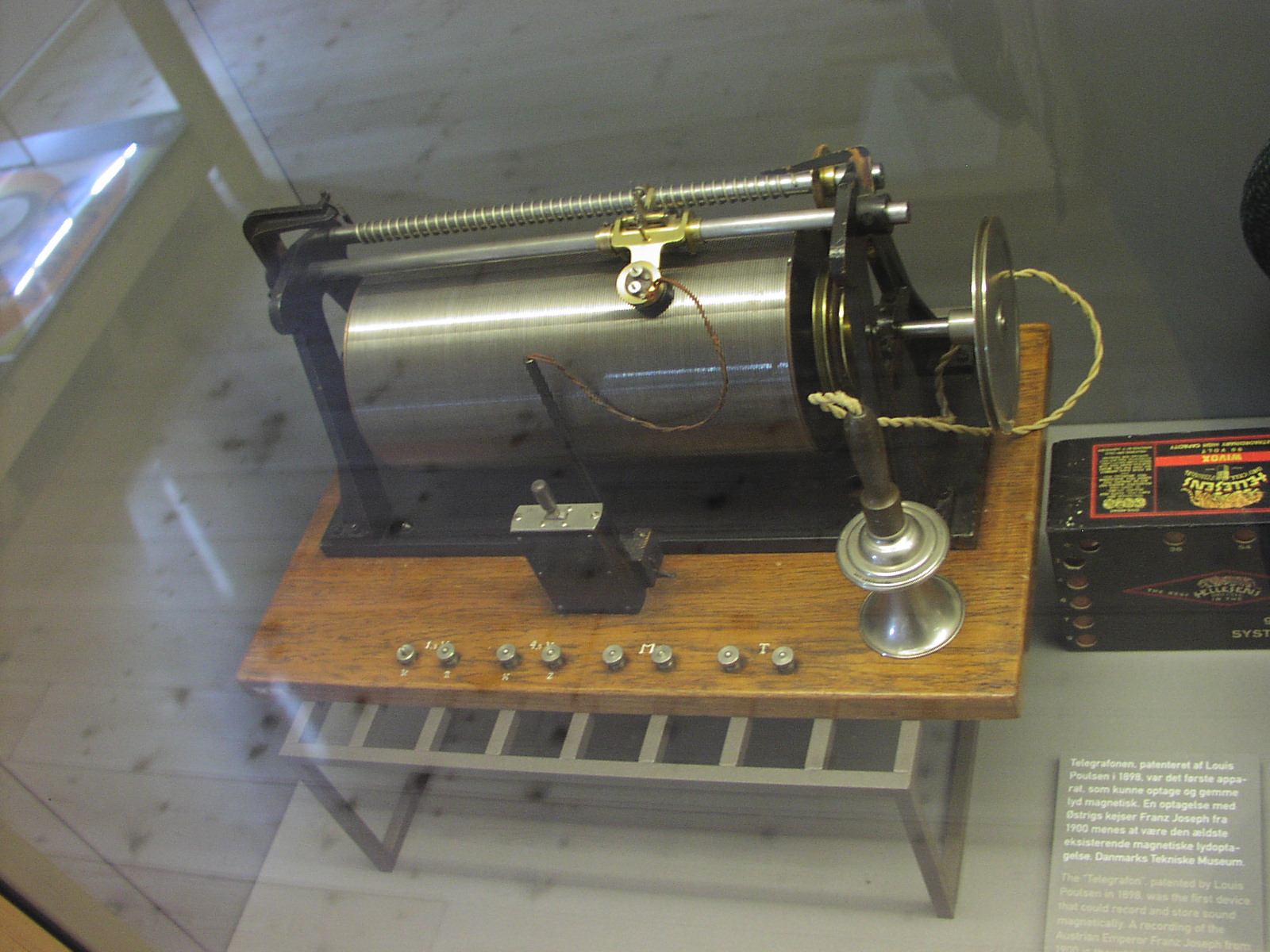
O Telegraphone, criado por Valdemar Poulsen em 1898.

Criado pelo dinamarquês Valdemar Poulsen em Copenhague no ano de 1898. É o primeiro gravador magnético, constituído por um arame magnetizado por um eletroímã ligado à um microfone.

## Magnetofone
O magnetofone é um aparelho de som para gravação e reprodução de sinais de áudio em fitas magnéticas ou cassete. Os magnetofones de alta fidelidade são estéreos e também são conhecidos como gravadores cassete ou Tape Decks.